# وستلیک (لوئیزیانا)
وستلیک (به انگلیسی: Westlake) شهری در ایالت لوئیزیانا کشور ایالات متحده آمریکا است که جمعیت آن در سرشماری سال ۲۰۱۰ میلادی، ۴٬۵۶۸ نفر بوده‌است.